# Ibouraine
 (septembre 2019).
Si vous disposez d'ouvrages ou d'articles de référence ou si vous connaissez des sites web de qualité traitant du thème abordé ici, merci de compléter l'article en donnant les références utiles à sa vérifiabilité et en les liant à la section « Notes et références ».
Ibouraine (en kabyle : Iburayen) est un village algérien situé près de sidi aich commune de Tifra douar ’Ath Mansour, dans la wilaya de bejaia